# 陸口
陸口是一古代地名，現位於湖北省咸宁市嘉鱼县陆溪镇，臨接長江，地處嘉鱼、赤壁、洪湖三地交界。此地位置險要，處於陸水河匯入長江的位置，赤壁之戰便是在此地東北的長江上爆發的。赤壁之戰後，此地成為了東吳軍隊的主要駐紮地，先後有周瑜、魯肅、呂蒙、陸遜、潘璋等將領駐紮於此。此地尚留有丁奉墓、呂蒙城等遺址。